# Xi Puppis
Xi Puppis (ξ Pup) este o stea de magnitudine +3,34 situată în constelația Pupa. Ea poartă și numele tradițional Asmidiske (sau Azmidiske). De notat că acest nume este atribuit uneori, din greșeală, și stelei ι Carinae, confundându-se cu denumirea tradițională a acesteia, Aspidiske.
Asmidiske are un companion de magnitudinea 13, care este situat la o distanță de 5,1", care ar putea fi o binară spectroscopică.